# Gare de Kėdainiai
La gare de Kėdainiai  (en lituanien : Kėdainių geležinkelio stotis) est une gare ferroviaire située à Kėdainiai en Lituanie.

## Situation ferroviaire

Le réseau lituanien.

## Histoire
La gare est construite en 1871 du tronçon Libau-Romny, détruite en 1944, le bâtiment actuel a été reconstruit ensuite.

La gare
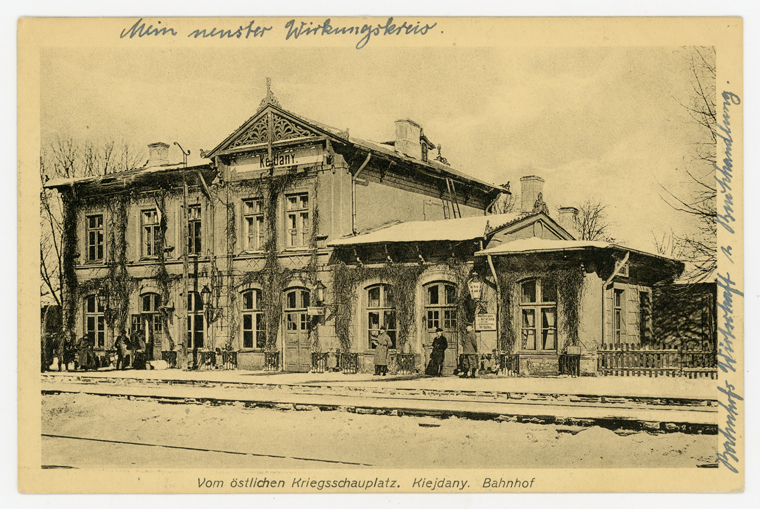
En 1915.
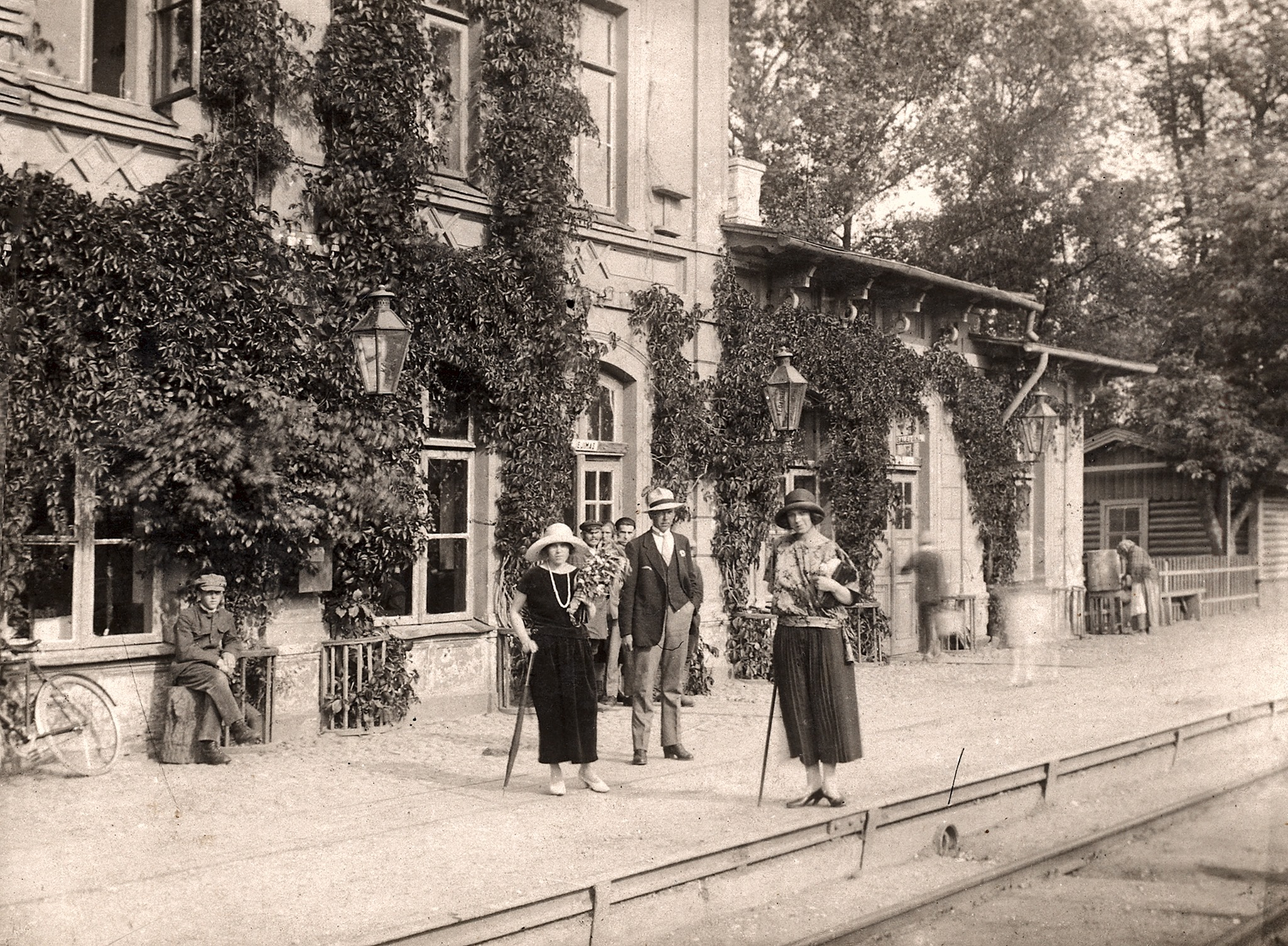
En 1929.
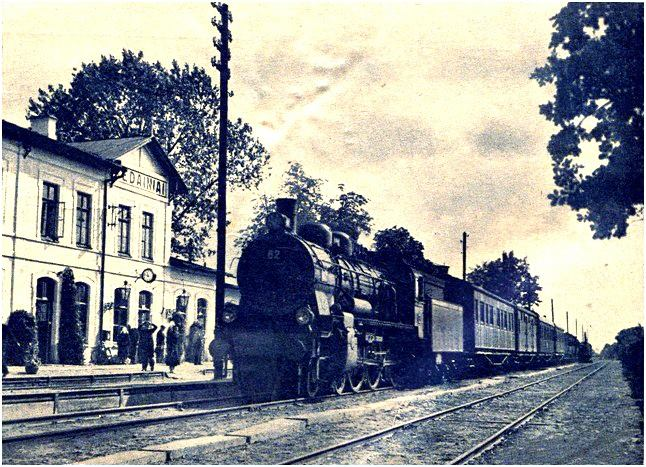
En 1938.